# ارهارد موزرت
ارهارد موزرت (به آلمانی: Erhard Mosert) بازیکن فوتبال و هافبک اهل آلمان شرقی بود که از سال ۱۹۶۹ میلادی عضو تیم ملی فوتبال آلمان شرقی بوده‌است. وی در ۱ بازی ملی حضور داشته و در بازی‌های ملی‌اش گلی به ثمر نرساند. ارهارد موزرت آخرین بازی ملی خود را در سال ۱۹۶۹ میلادی انجام داد.